# Musée Boijmans Van Beuningen
Le musée Boijmans Van Beuningen est le musée de peinture et beaux-arts de Rotterdam, dans la province néerlandaise de Hollande-Méridionale. Créé en 1849 autour de la collection de Frans Jacob Otto Boymans, il est installé dans un bâtiment dédié, depuis 1935, dans le centre-ville, dans le parc des musées. Le fonds du musée est agrandi en 1958, par le legs de la collection de Daniël George van Beuningen, et le musée prend alors le nom de musée Boijmans Van Beuningen.
Il offre un large panorama de la peinture flamande et italienne des XVe et XVIe siècles et du siècle d'or néerlandais, ainsi que des tableaux de peintres contemporains, notamment de Gauguin, Signac et Van Gogh. Le musée a également un département de gravures et d'estampes, et un département de beaux-arts.
Le musée est fermé pour travaux jusqu'en 2026. Les collections sont toutefois visibles sur d'autres sites, notamment au dépôt réalisé spécifiquement pour être accessible au public.

## Histoire

### Création

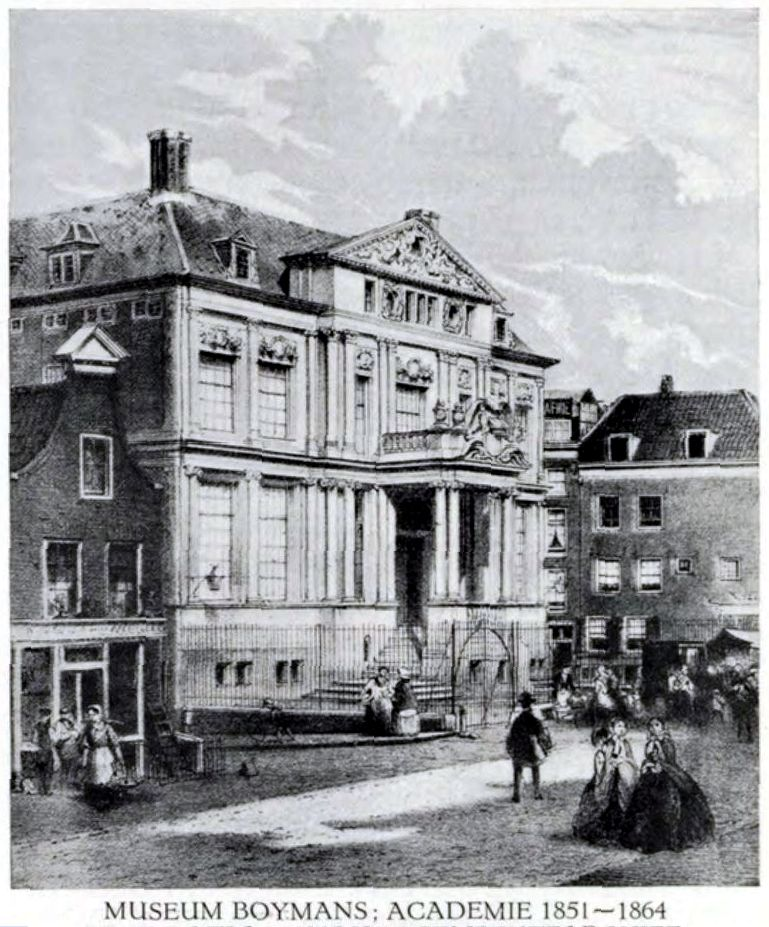
Le musée Boijmans en 1850 sur son ancien site de la Schielandshuis.

Frans Jacob Otto Boijmans (1767-1847) possède une importante collection d'œuvres d'art. Il propose en 1811 à Louis Napoléon, roi de Hollande, de l'acquérir, pour constituer un musée des Pays-Bas. Le manque de moyens financiers ne permet cette vente. Puis, le 30 juillet 1811, il a fait paraître une annonce pour réaliser une vente publique de sa collection. Ayant perdu son fils, il a décidé de céder sa collection en 1841. Il propose d'abord sa collection à la ville d'Utrecht, avec la condition que la ville construise un bâtiment pour la recevoir. Utrecht refuse en prétextant du prix élevé par rapport à la valeur de la collection. Rotterdam n'ayant pas de musée, des amateurs d'art de cette ville prennent alors contact avec Boijmans, qui accepte de léguer sa collection à Rotterdam.
En 1842, le bourgmestre Bichon van Ijsselmonde achète à cet usage la Schielandshuis, siège depuis 1665 de l'Office des eaux de la Schie. Boijmans propose de céder des tableaux anciens estimés à 30 000 florins à condition que la ville achète des tableaux modernes pour la même somme. Les discussions aboutissent au testament du 12 juin 1847 dans lequel Boijmans fait de la ville de Rotterdam son héritière universelle sauf quelques dons particuliers. Après sa mort, la ville de Rotterdam fait expertiser les collections par deux marchands de tableaux, A. et A. J. Lamme. Ils sélectionnent 361 tableaux qui seront exposés. La ville nomme A. J. Lamme comme premier directeur.
Le musée est inauguré le 3 juillet 1849 par le bourgmestre M. J. F. Hoffman. Rapidement, l'intérêt du musée entraîne d'autres donations. Le catalogue de 1862 cite 472 tableaux dont 414 ayant appartenu à la collection Boijmans.

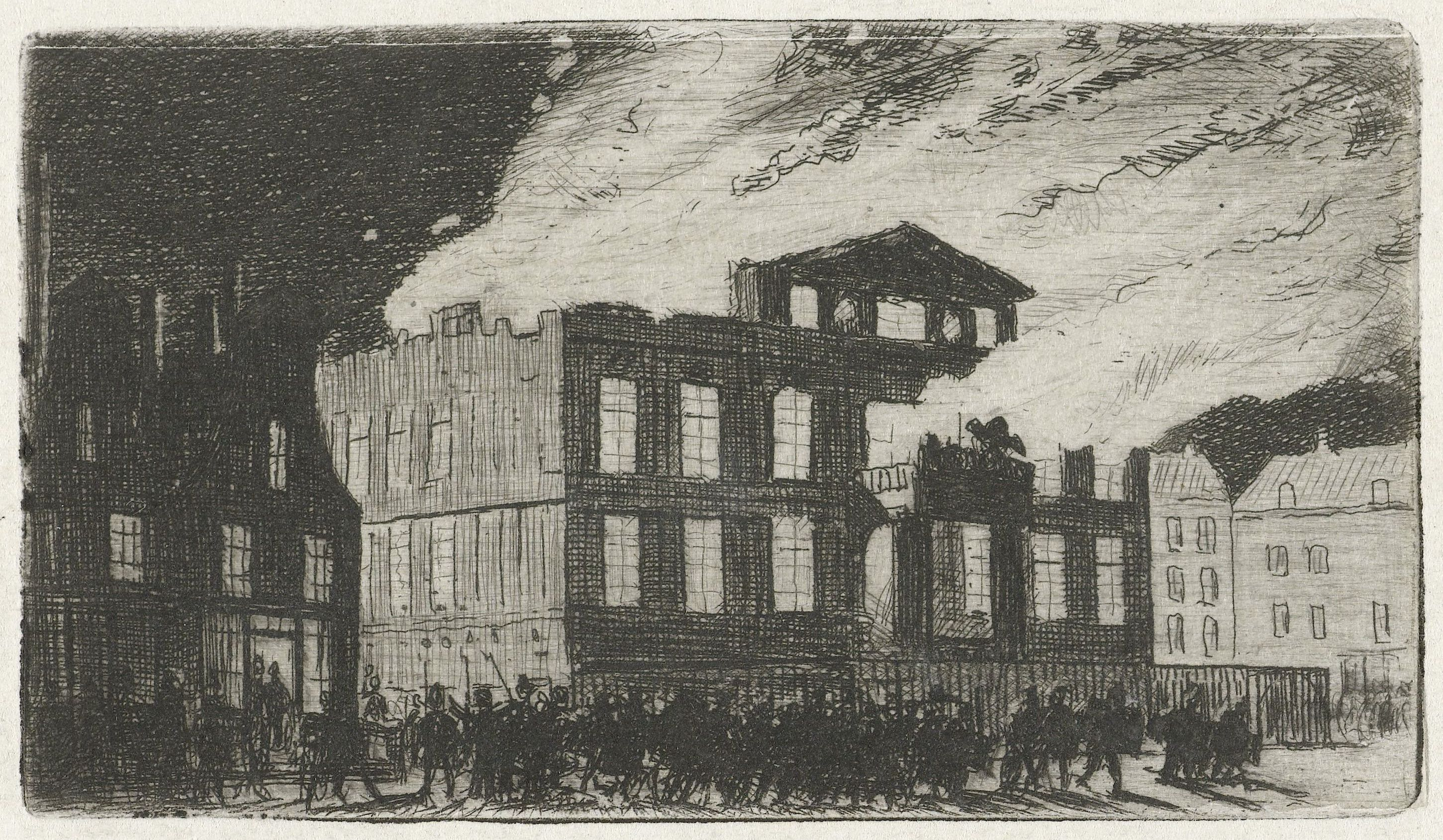
Incendie du musée Boijmans en 1864.

### L'incendie du musée
Cependant, au matin du 16 février 1864, un terrible incendie a détruit une grande partie de la collection, à peu près 300 tableaux. Les tableaux et les dessins sauvés ont été estimés à 70 000 florins et ceux qui ont été détruits[Lesquels ?] à 136 000 florins. Cette somme, payée par les compagnies d'assurance, a servi à racheter des tableaux. Lors de la séance du conseil municipal du 7 avril 1864, le bourgmestre propose de reconstruire le musée. La reconstruction dure trois ans. Le nouveau musée ouvre au public le 8 août 1867. La collection est augmentée de 112 nouveaux tableaux achetés ou offerts.

### Le nouveau bâtiment
Un nouveau bâtiment devient nécessaire pour faire face à l'agrandissement du fonds muséal. L'architecte néerlandais Ad van der Steur, aidé par l'ancien directeur du musée Dirk Hannema, est chargé de la construction. Le nouveau bâtiment est inauguré en 2021. Il est situé dans le parc des Musées, spécialement aménagé autour de six musées rotterdamois.

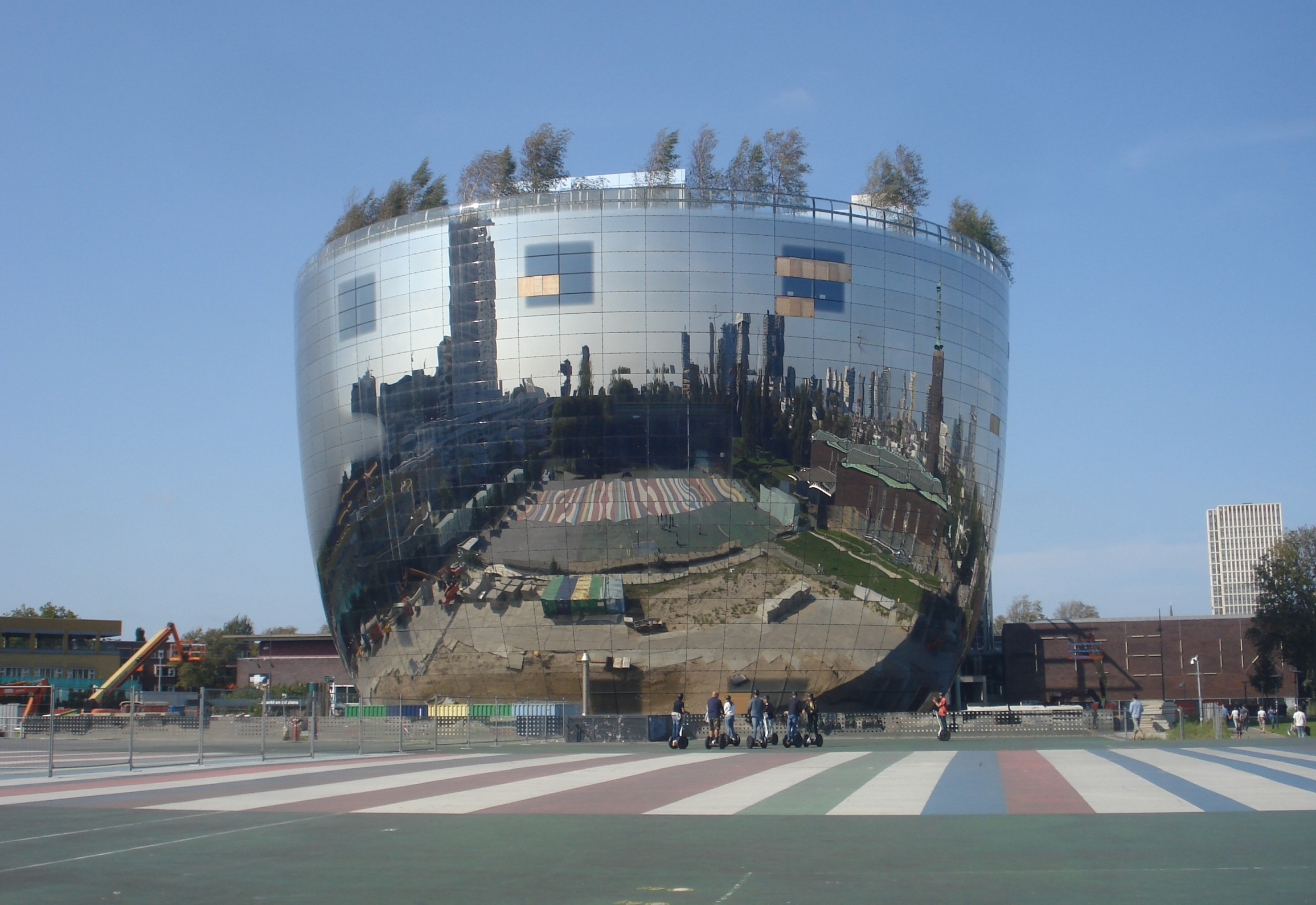
Le nouveau Depot de Museum Boijmans van Beuningen, 2021.

En 1958, la collection est considérablement agrandie par le legs de Daniël George van Beuningen et le musée prend son nom actuel de « Musée Boijmans Van Beuningen ».
En 1996, l'orthographe du nom du musée est modifiée : auparavant Museum Boymans van Beuningen, elle devient Museum Boijmans Van Beuningen.
Le 5 novembre 2015, le conseil municipal de Rotterdam a approuvé la modification du plan de zonage du Parc des Musées[réf. souhaitée], permettant la réalisation de plans pour un dépôt d'art, le 'Depot Boijmans van Beuningen'. Il a été conçu par l'architecte Winy Maas de MVRDV et est entièrement conçu pour être accessible au public après l'achèvement. Il y a 151 000 œuvres exposées, couvrant une superficie totale d'environ 15 541 m2. C'est le premier site au monde permettant l'accès au public des réserves d'un musée. Il est ouvert depuis le 6 novembre 2021.
Le musée lui-même a fermé en 2019 pour une rénovation majeure qui devrait durer sept ans, jusqu'en 2026. Pendant cette période, la collection est exposée au dépôt, sur d'autres sites aux Pays-Bas ou dans le monde.

## Collections
On y trouve les maîtres de la peinture européenne du XVe siècle à nos jours, avec des œuvres de Fra Angelico, Van Eyck, Bosch, Brueghel l'Ancien, Rubens, Rembrandt, Van Dyck, Corot, Monet, Van Gogh, Rodin, Dali...
Le musée est organisé sur deux étages : le rez de chaussée comprend les objets d'art appliqué et de design, ainsi que le cabinet des gravures, tant que l'étage supérieur abrite les peintures et les sculptures du XVe siècle jusqu'à l'époque contemporaine.

### Peinture et dessin
- Fra Angelico : La Vierge à l'Enfant (1420)
- Jan van Eyck et Hubert van Eyck : Les Trois Maries au tombeau (1425-1435)
- Jérôme Bosch : Saint Christophe portant l'Enfant Jésus (entre 1490 et 1500); Le Vagabond (ou Le Colporteur, 1500); L'Enfer et le Déluge
- Albrecht Dürer : La Sainte Famille (1509)
- Gerard David : Vierge à l'Enfant (1520)
- Pieter Aertsen : Le Christ dans la maison de Marthe et Marie (1553)
- Pieter Brueghel l'Ancien : la Tour de Babel (1565)
- Titien : Paysage avec un enfant et des chiens (1565-1575)
- Hendrik Goltzius : Mercure offre à Junon les yeux d'Argus (1615)
- Antoine van Dyck : Saint Jérôme (1618-1620)
- Willem Claeszoon Heda : Nature morte avec huîtres, citron et tazza en argent (1634)
- Rubens : 324 œuvres dont Portrait de Femme (1635-1640) ; 6 esquisses à l'huile de l'Histoire d'Achille
- Carel Fabritius : Autoportrait (vers 1645)
- Pieter de Hooch : Le Verre vide (1652)
- Teniers le Jeune : Fête de village (1651)
- Rembrandt : 182 œuvres dont 146 estampes et 5 tableaux, notamment Titus à son pupitre (1655)
- Jacob van Ruysdael : Champ de blé avec le Zuiderzee à l'arrière plan (1660)
- Hans Memling : La Lamentation du Christ
- Gabriel Metsu : Femme au virginal (vers 1662)
- Hubert Robert : L'Artiste dans son atelier (1763-1765)
- Camille Corot : Vue de la campagne romaine (1825-1828)
- Gustave Courbet : série de paysages d'Ornans (1873)
- Camille Pissarro : L'Oise à Pontoise, temps gris (1876)
- Alfred Sisley : Un verger au printemps (1881)
- Vincent van Gogh : quinze œuvres dont Peupliers près de Nuenen (1885), Nature morte aux pommes de terre (1886) et Le Portrait d'Armand Roulin (1888)
- Paul Gauguin : Vaches au repos (1885)
- Félix Vallotton : Portrait d'Ambroise Vollard (1902)
- Paul Signac : Le Port de Rotterdam (1907)
- Kees van Dongen : Le Doigt sur la joue (1910)
- René Magritte : Au seuil de la liberté (1929), La Jeunesse illustrée (1937), La Reproduction interdite (1937), Le Modèle rouge (1937)[7]
- Salvador Dalí : 29 œuvres dont Couple aux têtes pleines de nuages (1936), Le Grand Paranoïaque (1936), Table solaire (1936), Espagne (1938), Impressions d'Afrique (1938), Shirley Temple, le plus jeune monstre sacré du cinéma de son temps (1939), Le Visage de la guerre (1940)
- Charley Toorop : 14 œuvres dont Drie generaties (1941-1950)
- Pierre Soulages : Peinture 130 x 81 cm, 26 janvier 1952 (1952)

### Sculpture
- Giambologna : Nymphe endormie et satyre (1580-1590)
- Edgar Degas : Petite danseuse de quatorze ans (1880-1881)
- Duane Hanson : Enfant assis (1974)
- Richard Serra : Waxing Arcs (1980-1999)

## Galerie

Tableaux
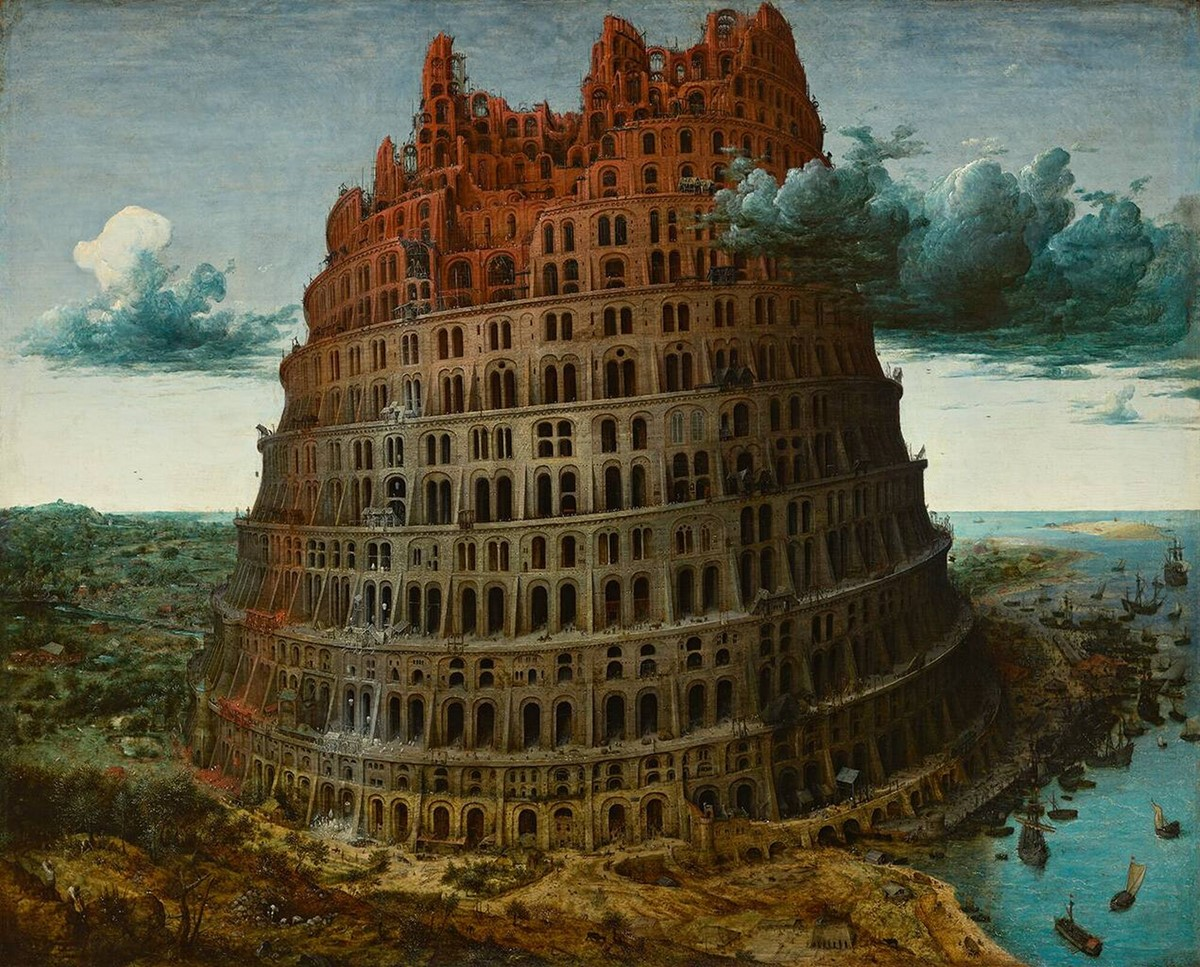
Brueghel, La Petite Tour de Babel
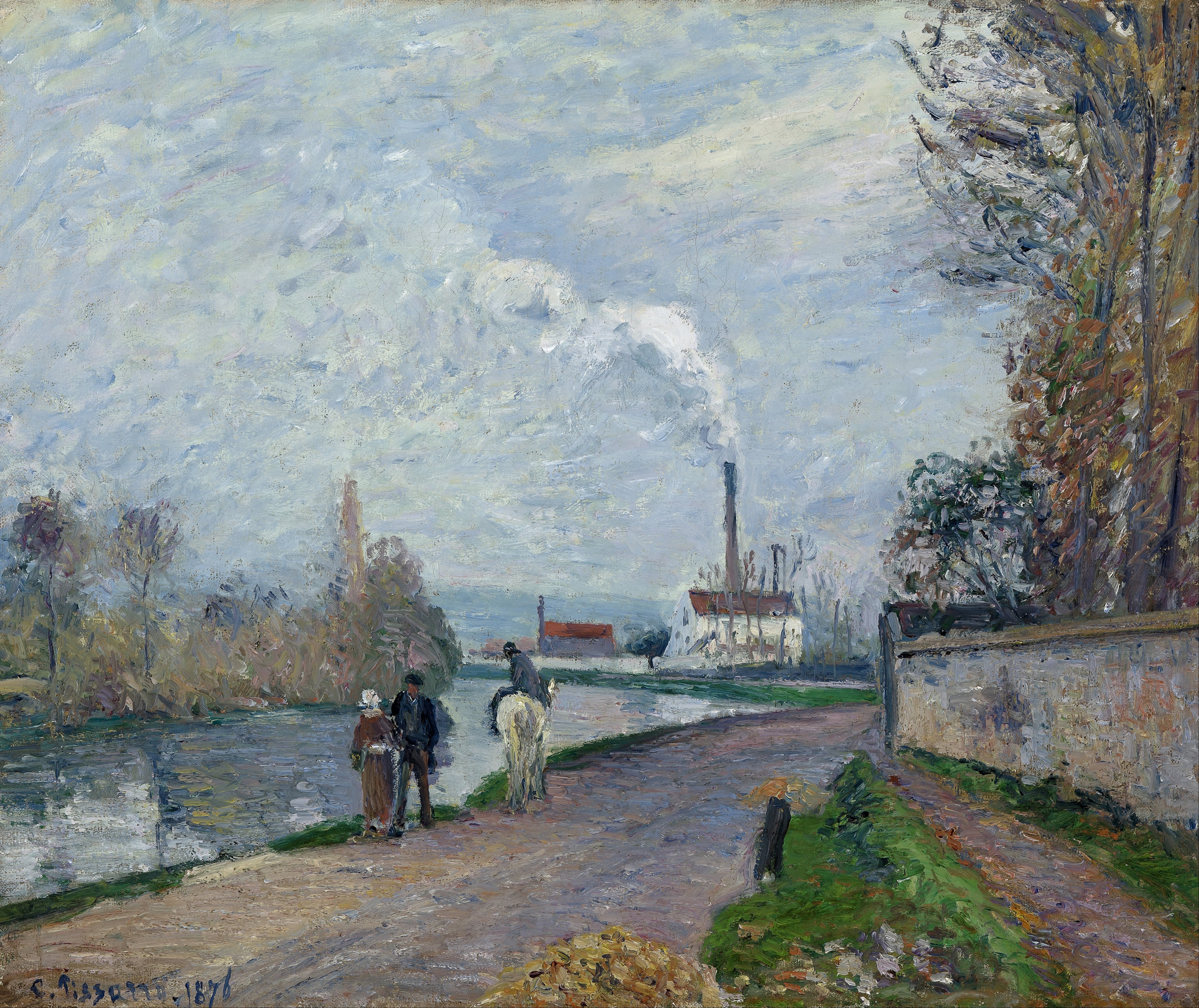
Pissarro, L'Oise à Pontoise, temps gris
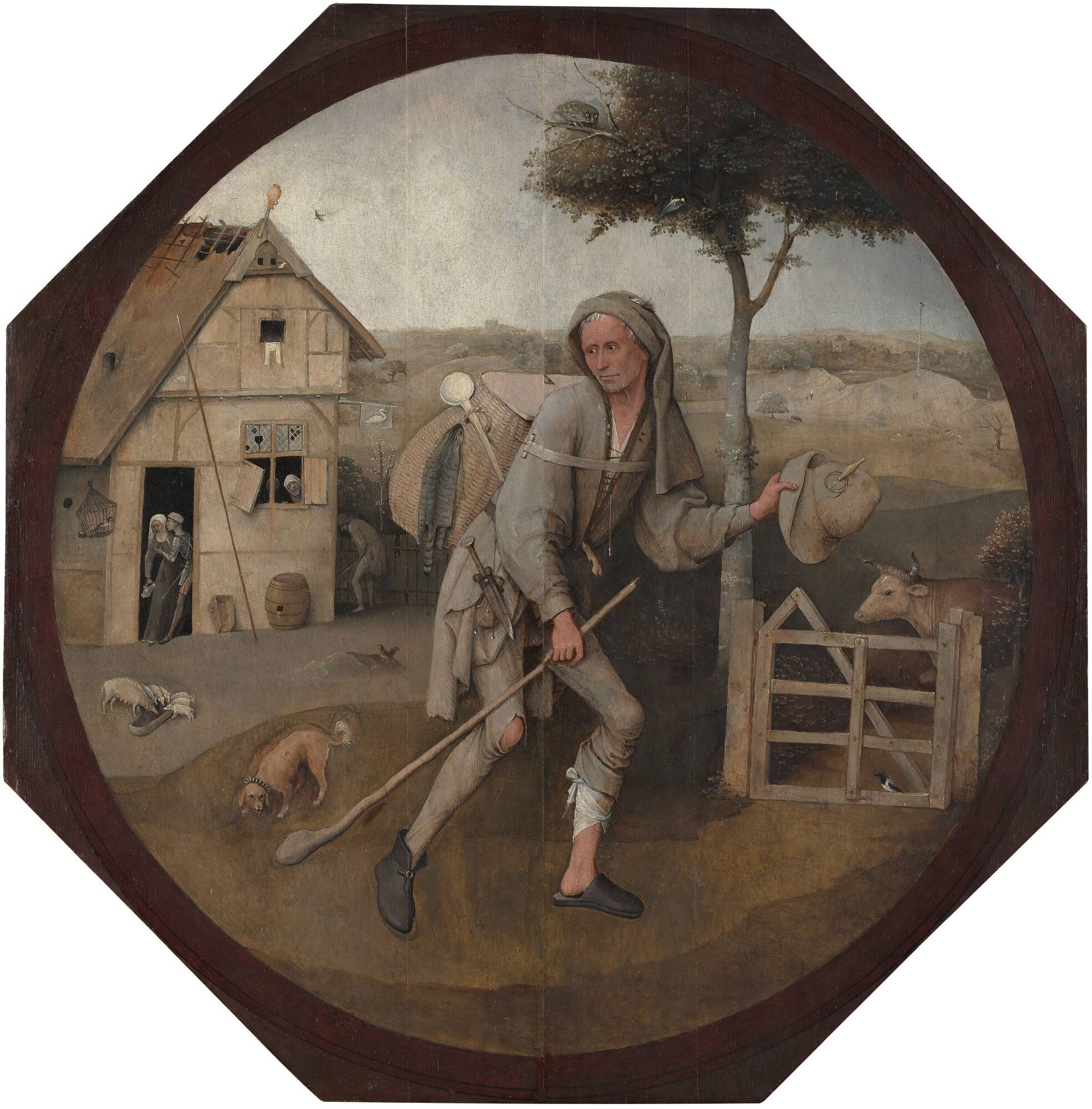
Bosch, Le Vagabond.
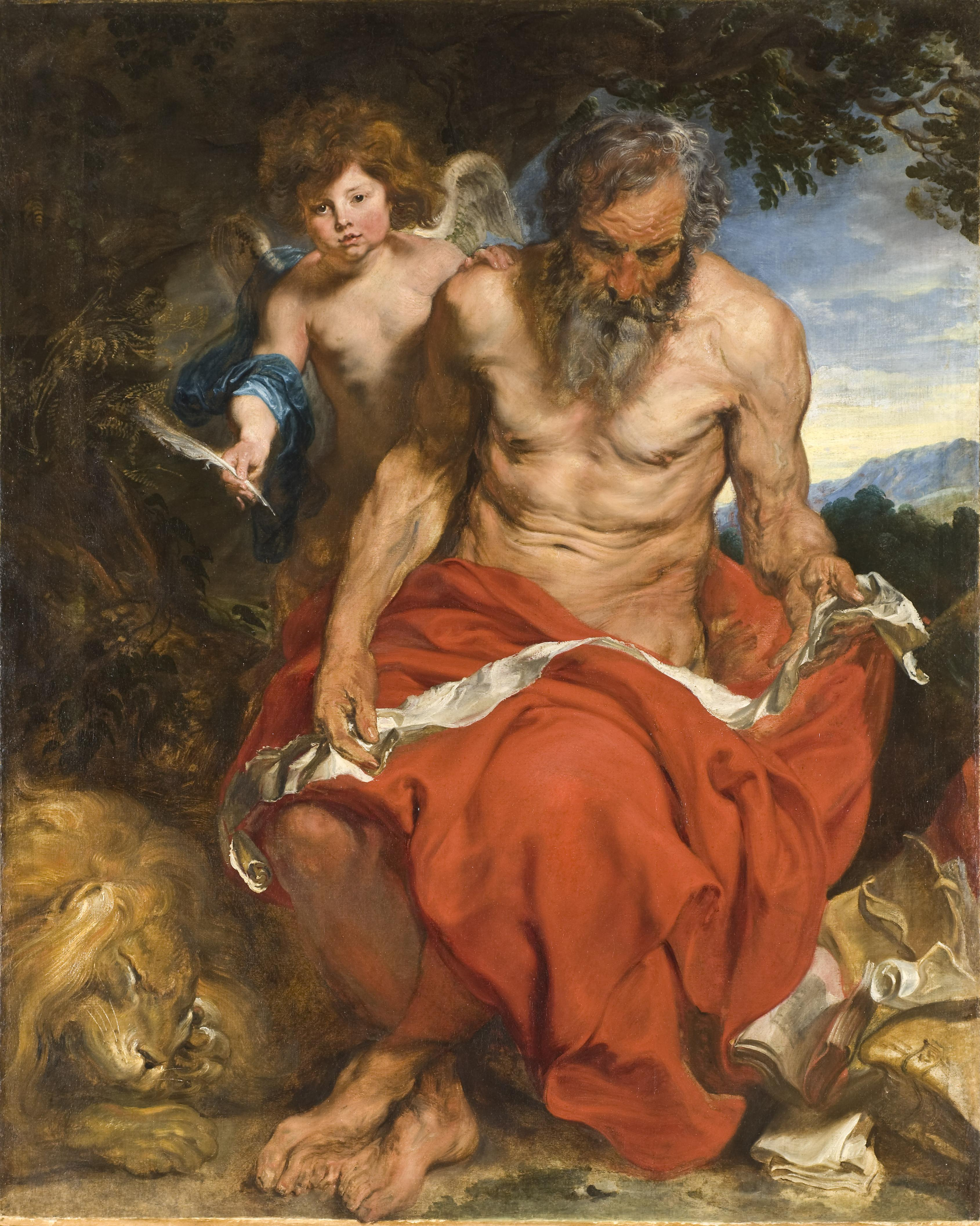
Van Dyck, Saint Jérôme, 1618-1620.
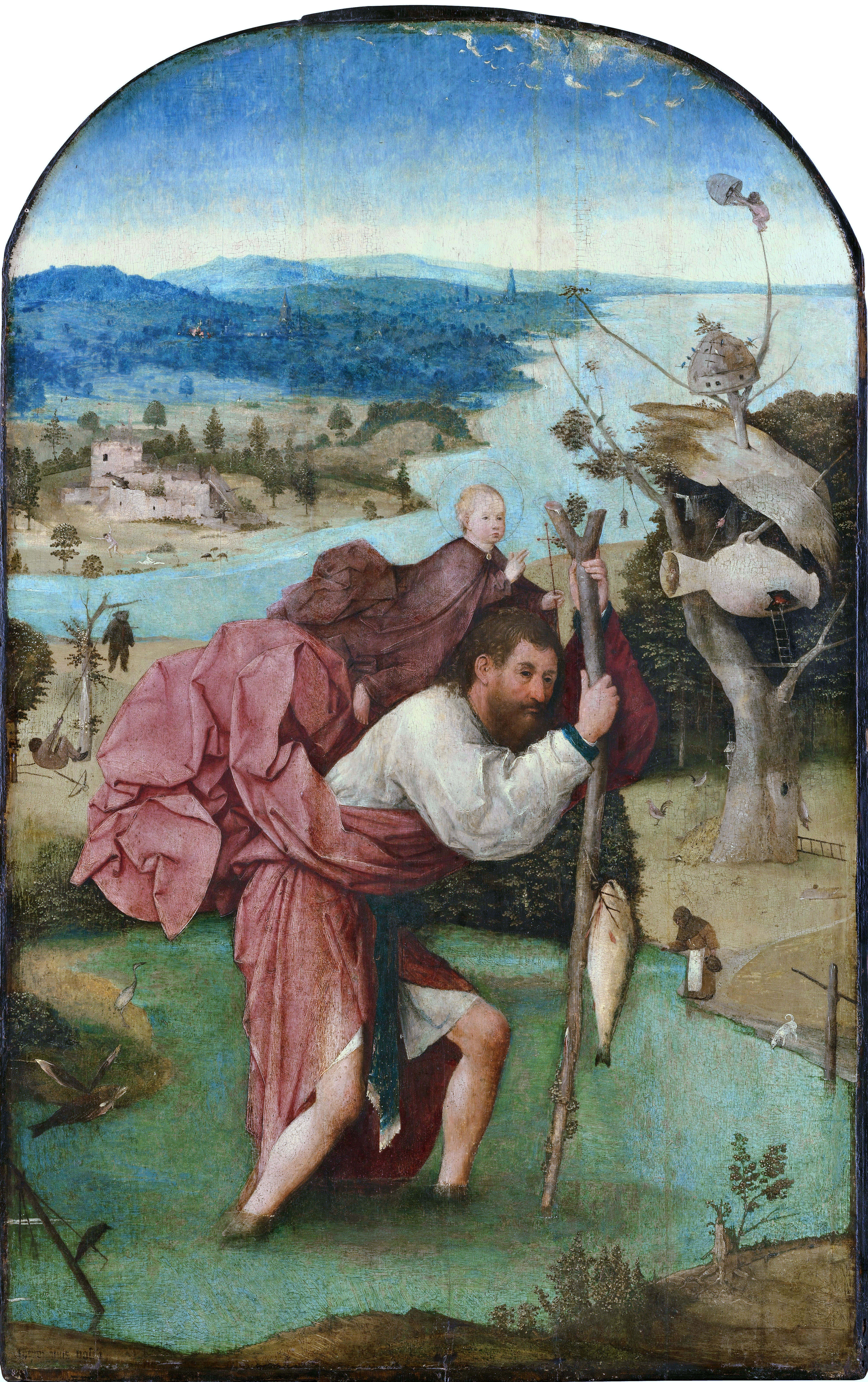
Bosch, Saint Christophe.
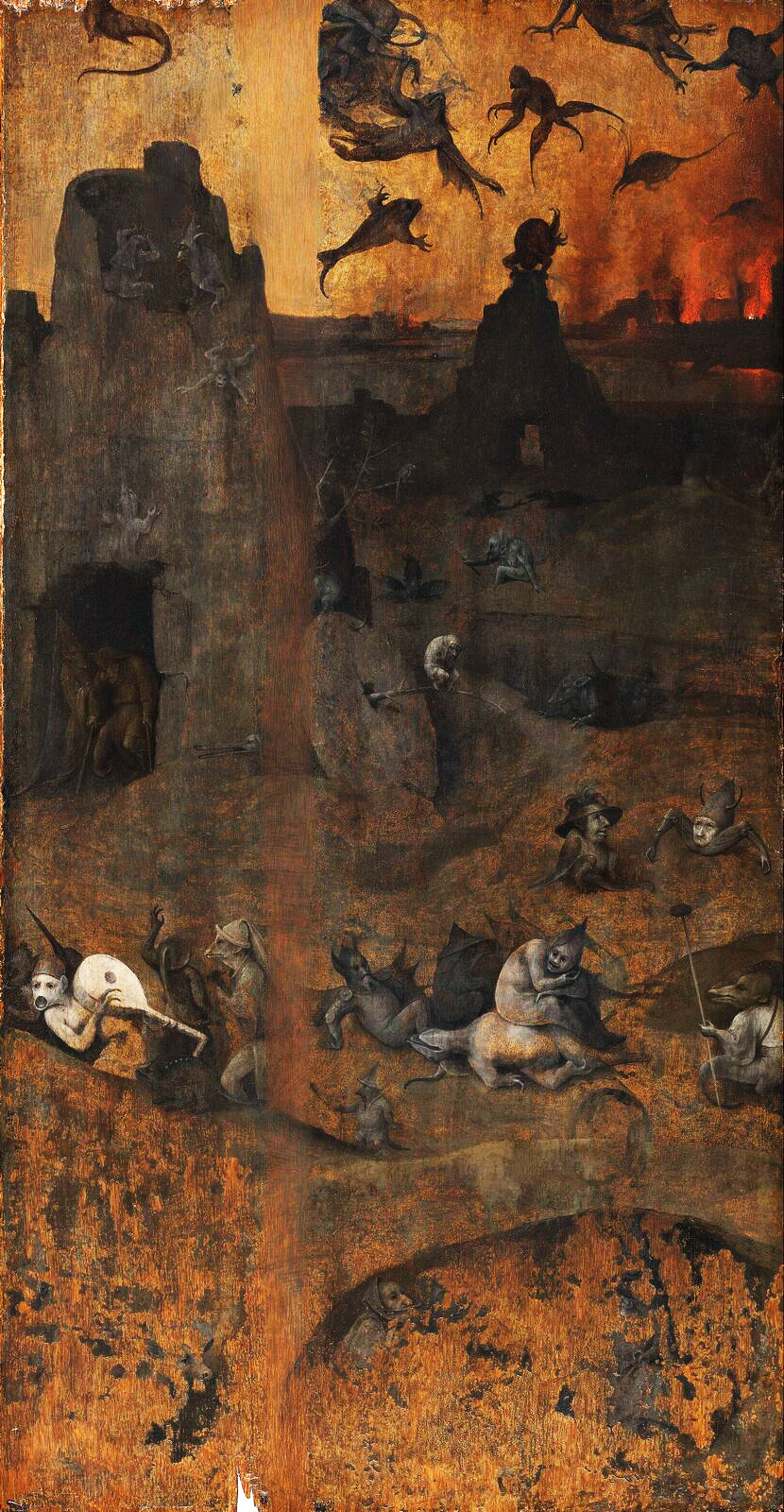
Bosch, L'Enfer et le Déluge.
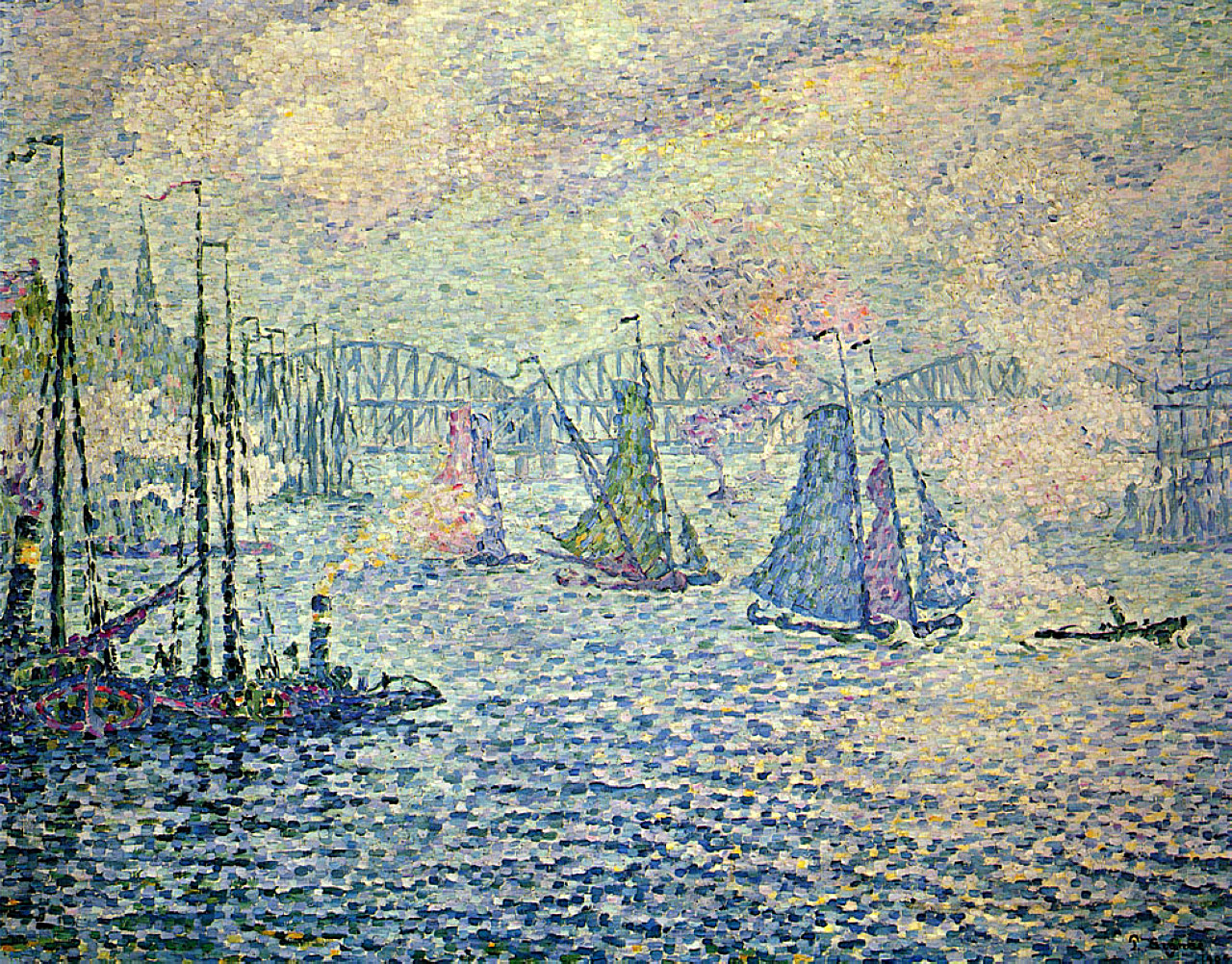
Signac, Le Port de Rotterdam.
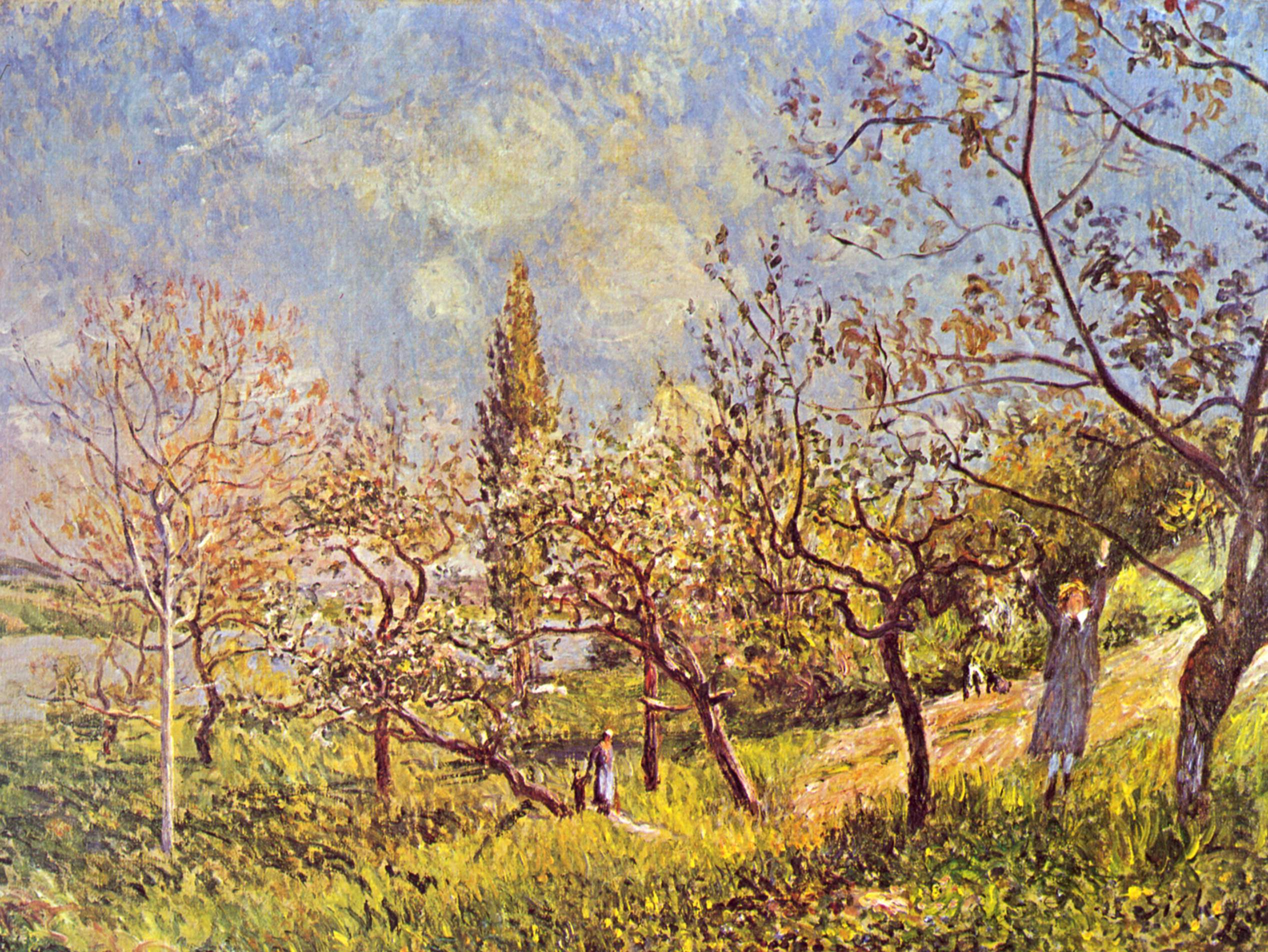
Sisley : Un verger au printemps.
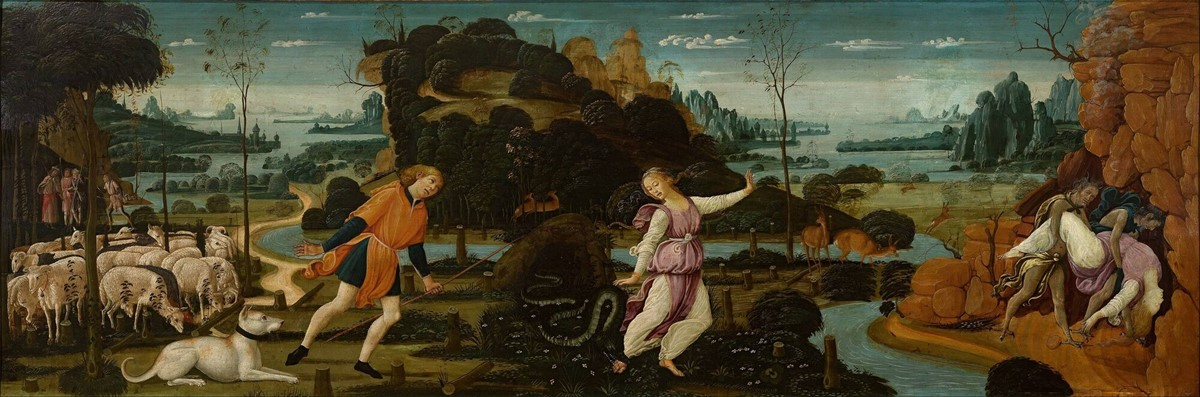
Del Sellaio, Orphée, Euridyce et Aristée.
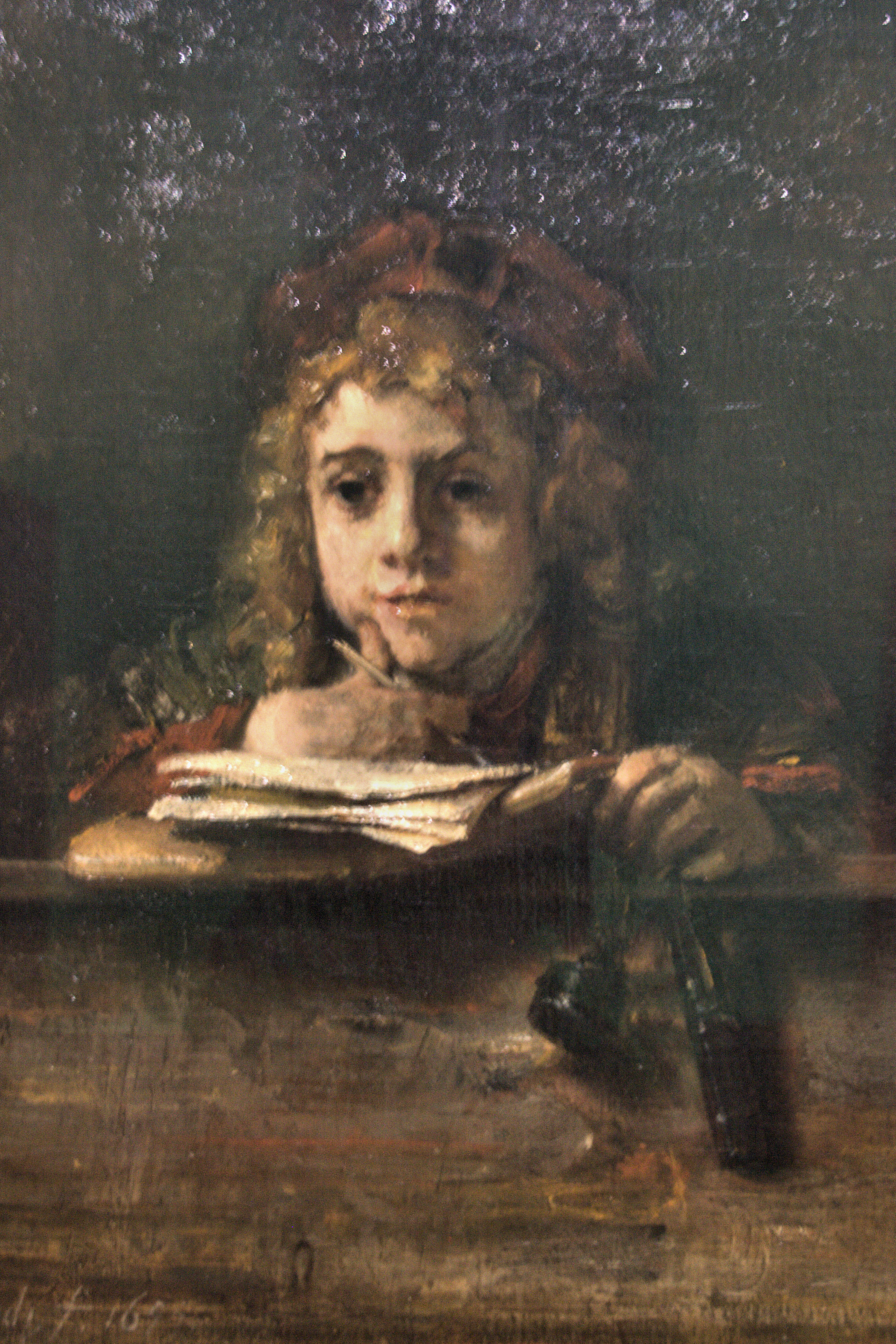
Rembrandt, Titus à son pupitre.
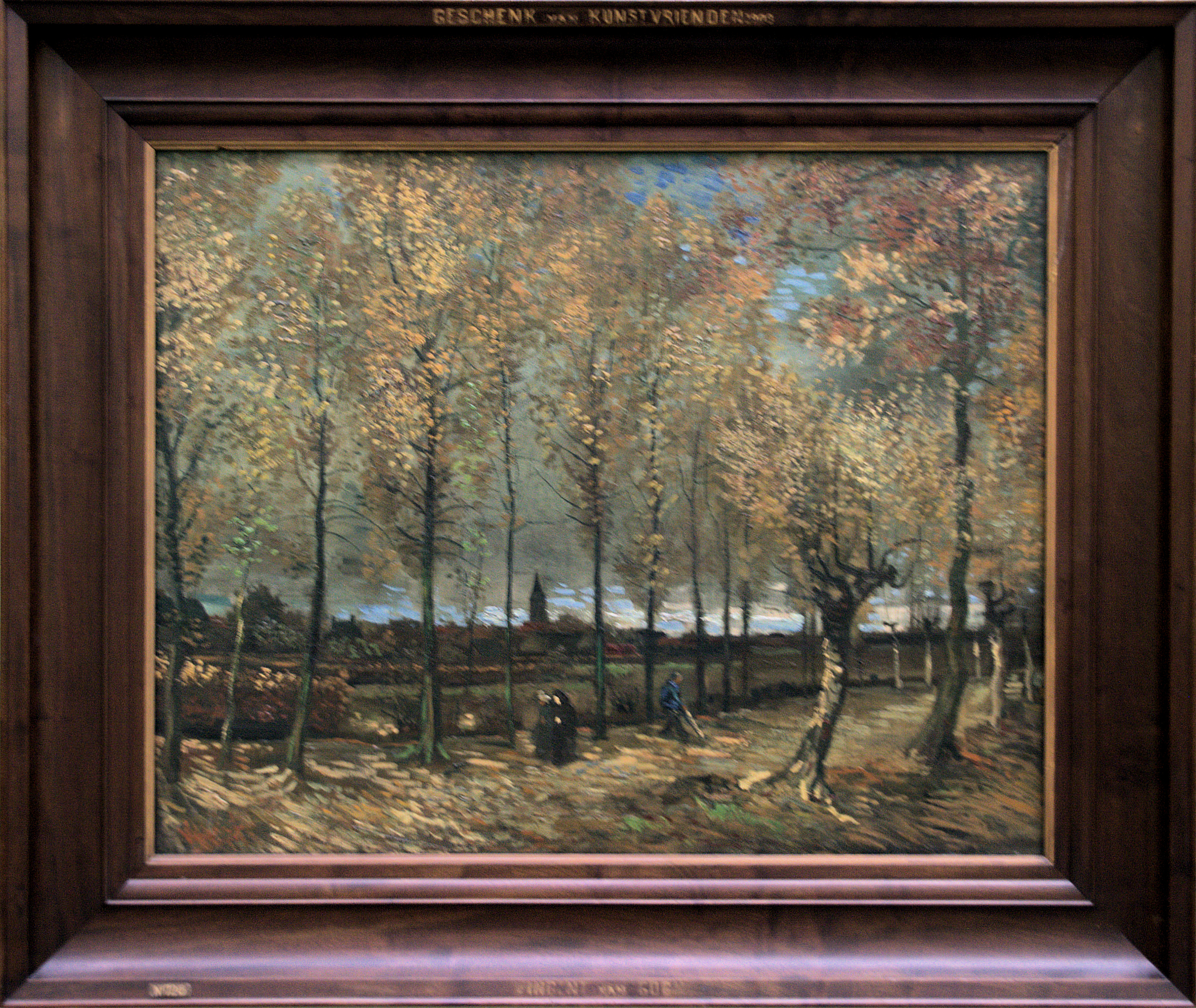
Van Gogh, Peupliers près de Nuenen.
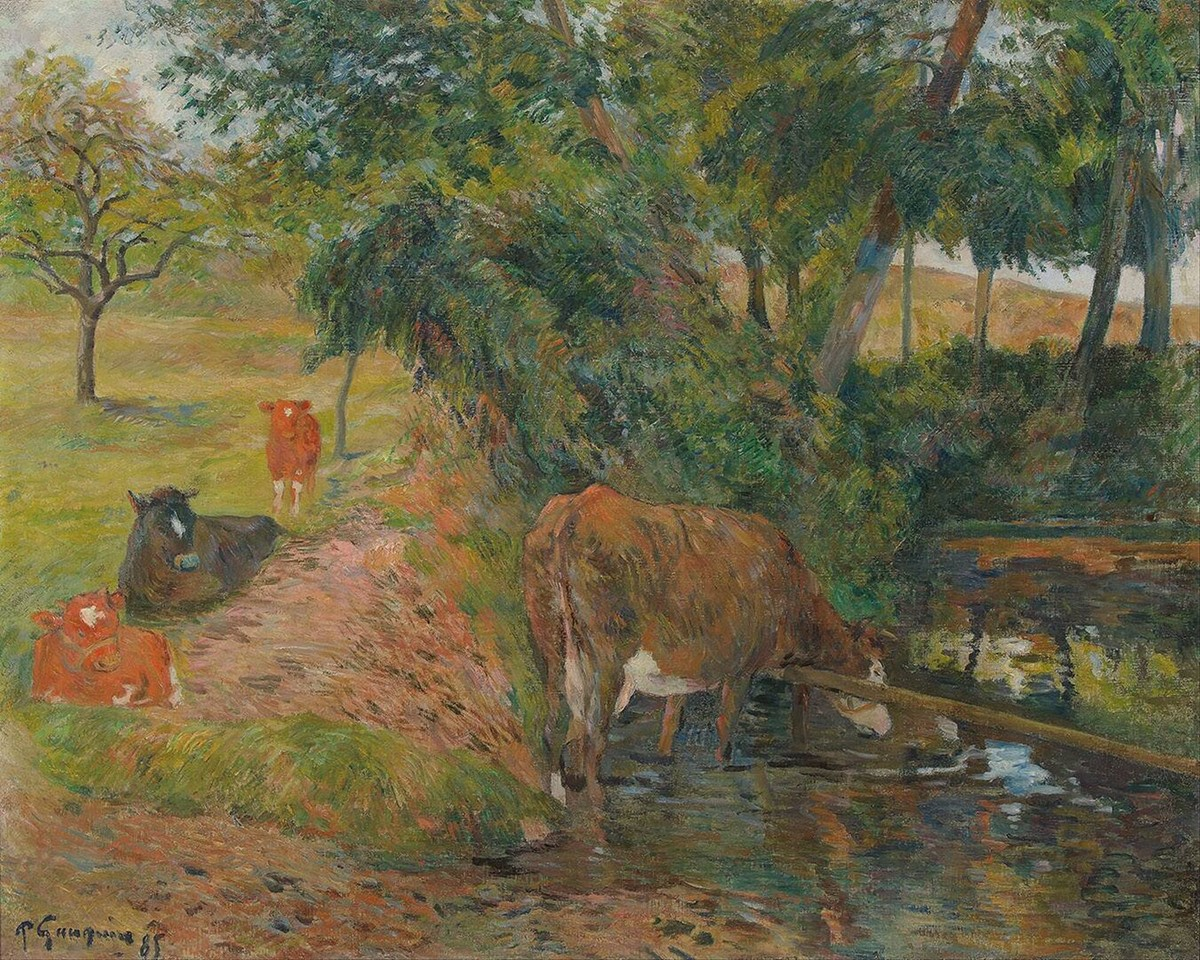
Gauguin, Vaches au repos.
- Dali, Table solaire.
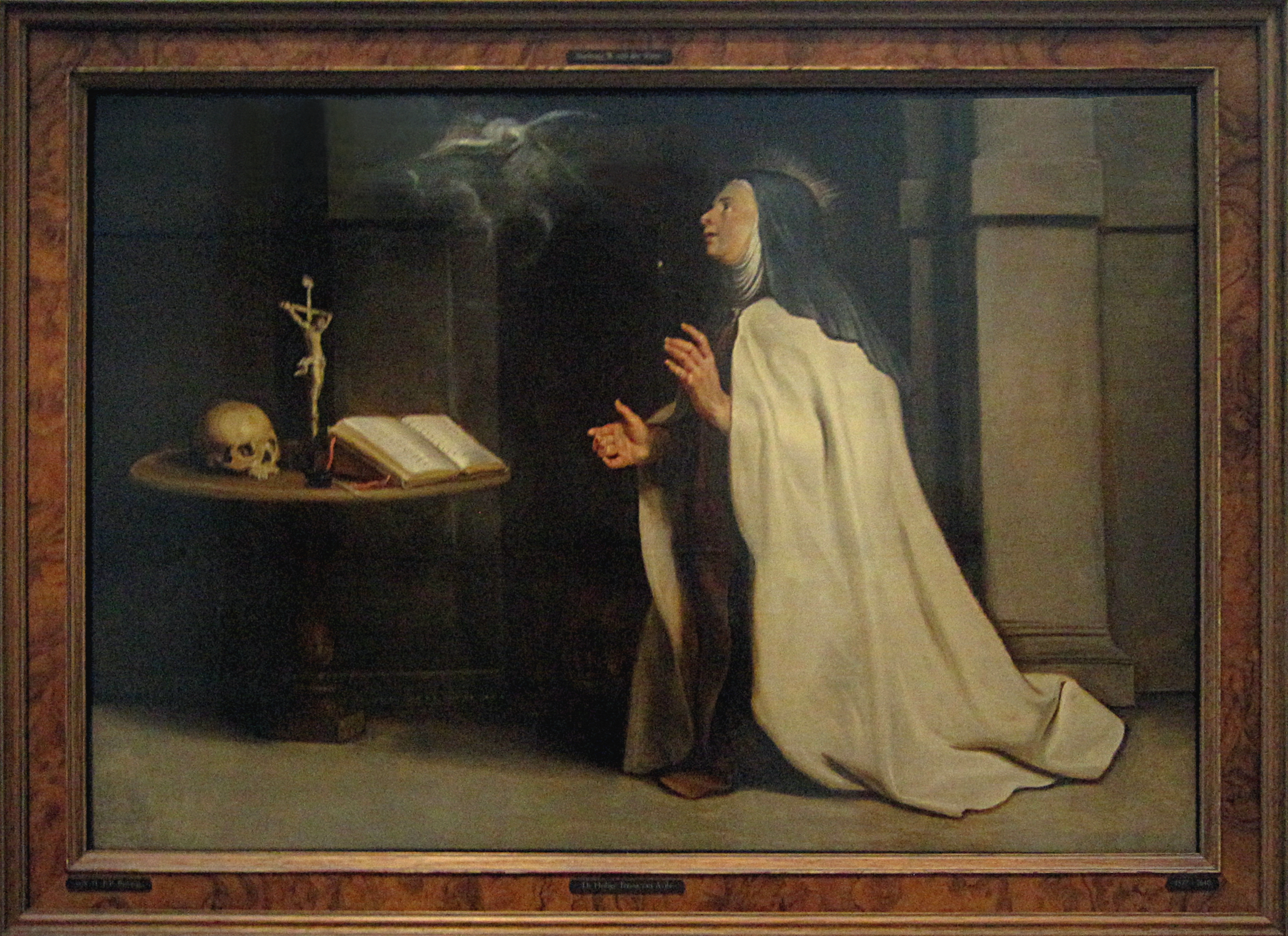
Rubens, La Vision de sainte Thérèse d'Avila.
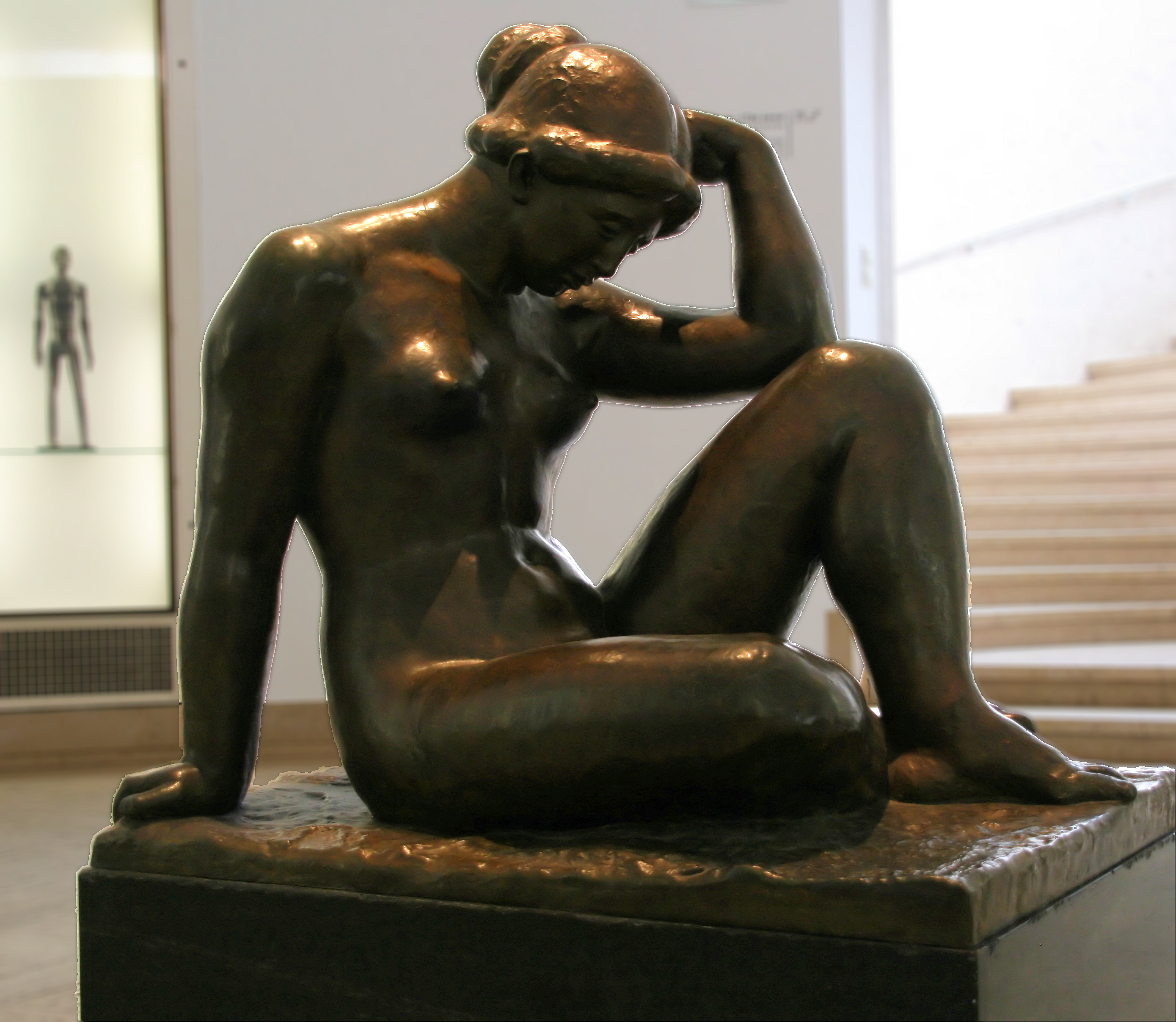
Aristide Maillol, La Mediterranee.
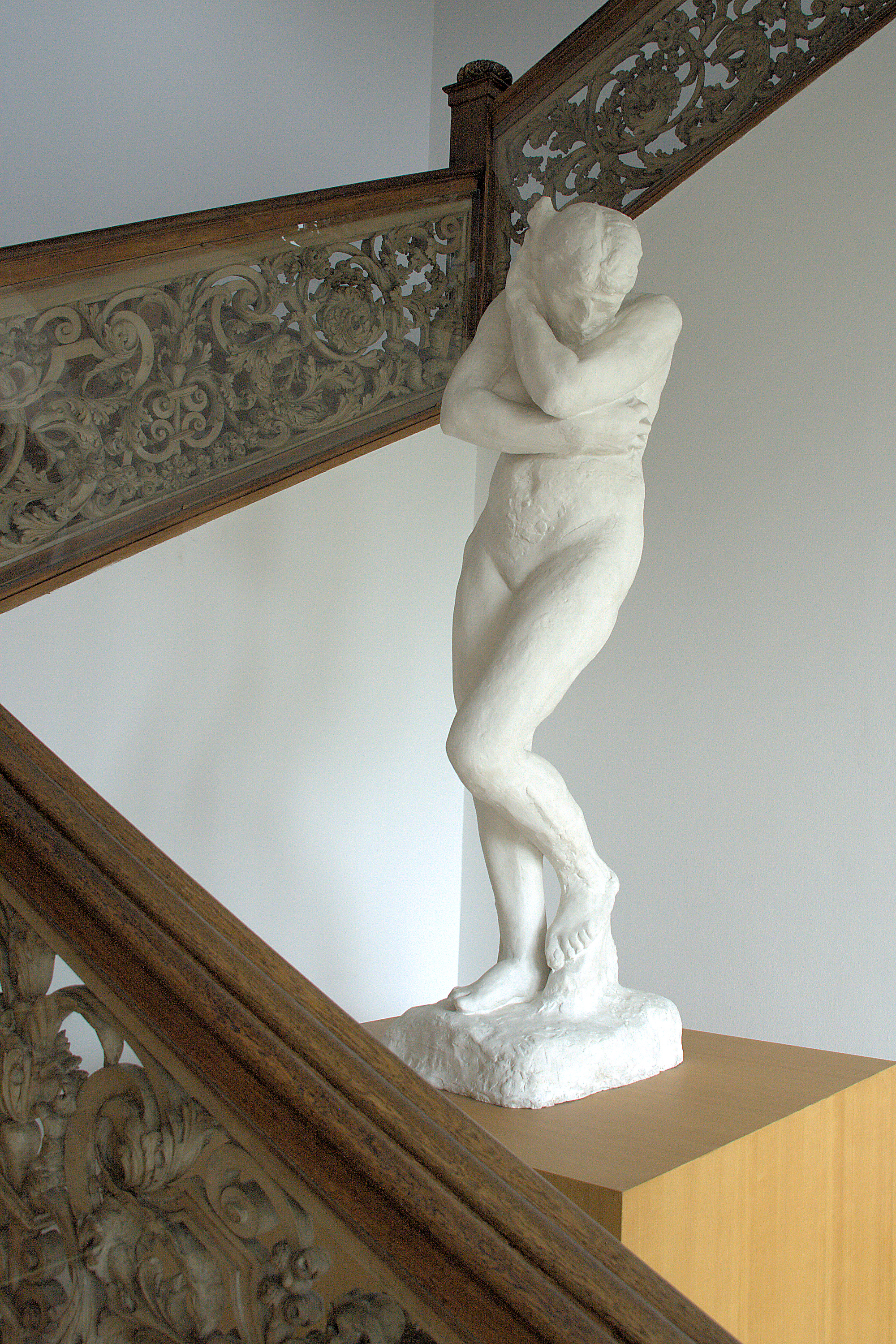
Auguste Rodin, Eva après le chute par le péché